# Cenate (Nardò)
Cenate è una località del comune di Nardò in provincia di Lecce.
La località, che comprende le Cenate Vecchie e le Cenate Nuove, ospita numerose ville d'epoca inserite in un contesto di giardini secolari.

## Geografia fisica
La si può raggiungere partendo da Nardò e dirigendosi verso le località balneari di Santa Caterina e di Santa Maria al Bagno.

## Architettura e ambiente

### Le ville

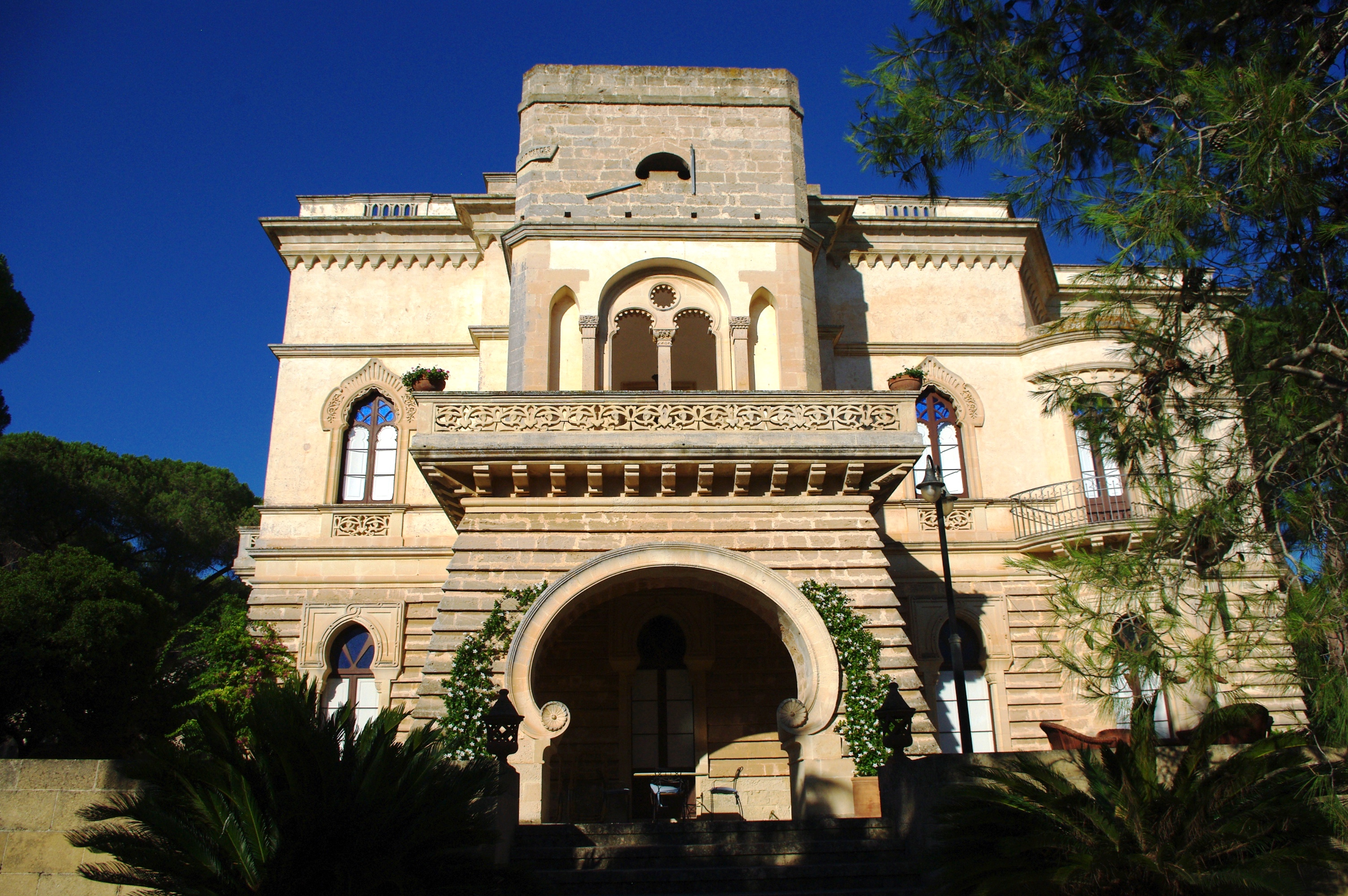
Villa Personé

Si annoverano più di venti ville che sono state costruite soprattutto in un periodo tra la fine dell'Ottocento e l'inizio del Novecento.
Le più antiche risalgono ad un periodo antecedente: Quattrocento, Seicento e Settecento.

### Una pluralità di stili
Passeggiando a piedi o in bicicletta su strette strade di campagna che fiancheggiano queste dimore, d'improvviso, in mezzo agli olivi, o ai pini secolari ci si può imbattere in piccole, antiche e preziose ville barocche.
Altre sono in stile moresco e ricche di motivi orientali, o in stile liberty.
Vi sono anche ville imponenti e solenni con grandi scalinate e ricche di motivi neoclassici, o basse e quasi completamente immerse nel giardino, nascoste dai grandi alberi di pini.

### Le dimore storiche

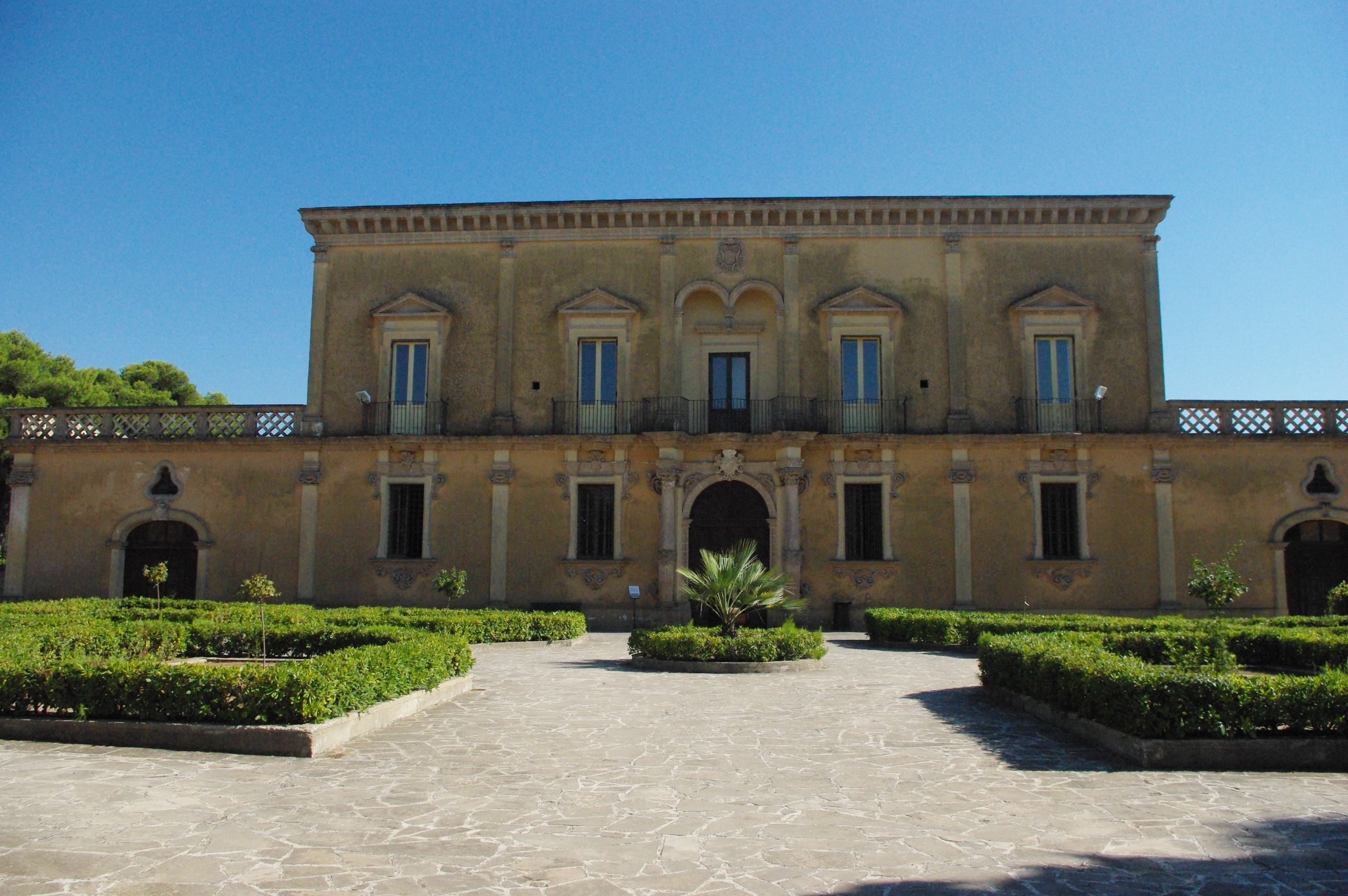
Villa Vescovile

Tra di esse ricordiamo la Villa del vescovo, dimora estiva del vescovo di Nardò, Villa Taverna, Villa Saetta, Villa Maria Cristina, Villa Personè, Villa Sangiovanni, Villa Del Prete, Villa Venturi e Villa casa D'Africa, quest'ultima trasformata in stile rustico e con funzione B&B.
Il fabbricato di villa Taverna sembra risalire al XV secolo e l'ipotesi più probabile è che in origine fosse un posto di ristoro e di cambio dei cavalli.

Era situata su una antichissima strada che da Gallipoli portava verso Avetrana e Taranto, forse tracciato romano, di cui restano, ad occhio esperto, ancor oggi, evidenti tracce.